# Pakabsidia ladakhensis
Pakabsidia ladakhensis es una especie de coleóptero de la familia Cantharidae.

## Distribución geográfica
Habita en Ladakh (India).